# Erkan Gümüşsuyu
Erkan Gümüşsuyu (* 1976 in Edirne, Türkei) ist ein deutsch-türkischer Sänger. In der ersten Staffel von Popstar Alaturka, der türkischen Ausgabe von Pop Idol, erreichte er den dritten Platz.

## Leben
Gümüşsuyu, dessen Vater als Gastarbeiter in die Bundesrepublik kam, lebt in Deutschland und arbeitete in einer Textilfabrik. Er nahm an der ersten Staffel der Castingshow Popstar Alaturka teil, die ab 1. Oktober 2006 im auf Star TV ausgestrahlt wurde. Im Finale am 7. Januar 2007 wurde er Dritter. Anschließend trat er auf Festivals auf.
Seine erste Veröffentlichung war 2006 eine Single, das Album Bütün Şarkıları folgte 2007. 2011 veröffentlichte er sein zweites Album.

## Diskografie

### Alben
- 2007: Bütün Şarkıları
- 2011: Belki Dönersin (Esen Müzik)[2]

### Singles (Auswahl)
- 2006: Yıllar
- 2011: Sende Bizdensin
- 2011: Sevmeyeceğim
- 2011: Gelen Olmadı